# Okręg Saint-Pierre (Reunion)
Okręg Saint-Pierre (fr. Arrondissement de Saint-Pierre) – okręg na Reunion. Populacja wynosi 229 tysięcy.

## Podział administracyjny
W skład okręgu wchodzą następujące kantony:
- Avirons,
- Entre-Deux,
- Étang-Salé,
- Petite-Île,
- Saint-Joseph-1,
- Saint-Joseph-2,
- Saint-Louis-1,
- Saint-Louis-2,
- Saint-Louis-3,
- Saint-Philippe,
- Saint-Pierre-1,
- Saint-Pierre-2,
- Saint-Pierre-3,
- Saint-Pierre-4,
- Tampon-1,
- Tampon-2,
- Tampon-3,
- Tampon-4.